# Великокопановский сельский совет (Цюрупинский район)
Великокопановский сельский совет (укр. Великокопанівська сільська рада) — входит в состав Алёшковского района Херсонской области Украины.
Административный центр сельского совета находится в 
с. Великие Копани
.

## Населённые пункты совета
- с. Великие Копани
- с. Доброселье